# Mobile Suit Gundam SEED: Tomo to Kimi to Koko de
Mobile Suit Gundam SEED: Tomo to Kimi to Koko de (機動戦士ガンダムSEED 友と君と戦場で) est un jeu vidéo d'action développé et édité par Bandai en mai 2004 sur Game Boy Advance. C'est une adaptation en jeu vidéo de la série basée sur l'anime Mobile Suit Gundam et notamment Gundam SEED,.